# Open Container Initiative
Die Open Container Initiative (OCI) ist ein Projekt der Linux Foundation, um offene Standards für die Containervirtualisierung auf Betriebssystemebene zu entwerfen. Derzeit sind drei Spezifikationen in der Entwicklung und im Einsatz: 
- Laufzeitspezifikation (runtime-spec)
- Abbildspezifikation (image-spec)
- Verteilungsspezifikation (distribution-spec)

OCI entwickelt runC, eine Container-Laufzeit, die die OCI-Spezifikation implementiert und als Basis für andere übergeordnete Werkzeuge dient.